# De vrouwen van Algiers in hun vertrek
De vrouwen van Algiers in hun vertrek (Frans: Femmes d'Alger dans leur appartement) is een schilderij van Eugène Delacroix, geschilderd in Parijs in 1834. Sinds 1874 maakt het deel uit van de collectie van het Louvre in Parijs. Vijftien jaar later, tussen 1847 en 1849, maakte hij een tweede versie die zich sinds 1868 in het Musée Fabre in Montpellier bevindt.

## Voorstelling
Het schilderij toont vier vrouwen in een weelderig ingerichte kamer. Drie van de vrouwen dragen luchtige, rijk geborduurde kleding en gouden sieraden. Ze liggen of zitten op een tapijt rond een waterpijp en een kanoun en rusten uit op kussens die op de vloer zijn geplaatst. Een zwarte vrouw, waarschijnlijk een dienstbode, draagt een kort blauw jasje. Ze loopt weg en kijkt over haar schouder naar de vrouwen op de grond. Achter haar, aan de muur, hangen de woorden "Mohamed rassoul Allah" op een blauw en wit aardewerken paneel, wat lijkt te wijzen op een islamitisch interieur. De weelderige inrichting van de harem bestaat uit wandkleden en tapijten, Muranoglaswerk boven de halfopen rode kast en muren bedekt met tegels versierd met een bloemenmotief. Delacroix heeft de kenmerken van de kleding, versieringen en het interieur van de vrouwen tot in detail weergegeven. Hiervoor maakte hij gebruik van zijn Algerijnse schetsen uit 1832.

## Reis naar Algerije en Marokko
Delacroix bezocht Marokko in 1832 als een onderdeel van een diplomatieke missie onder leiding van Charles-Edgar de Mornay. Deze reis naar Noord-Afrika  was een keerpunt in zijn artistieke carrière. De levendige kleuren, het exotische licht en de rijke culturele diversiteit van Marokko en Algerije maakten een diepe indruk op hem. Hij vulde talloze schetsboeken met impressies van landschappen, mensen en interieurs, die later als inspiratie dienden voor zijn schilderijen. De ontmoeting met de oosterse wereld opende zijn ogen voor nieuwe manieren van kijken en schilderen, en hij begon te experimenteren met kleur en licht op een manier die kenmerkend zou worden voor zijn latere werk.
Tijdens zijn verblijf van drie maanden in Marokko, lukte het Delacroix bijna niet om vrouwen te portretteren. Toen hij op de terugweg twee dagen door in Algiers doorbracht, kreeg hij daar de kans een harem te bezoeken. Hier zou hij twee schetsen maken die als basis dienden voor het schilderij. Over dit bezoek bestaat onder kunsthistorici echter onduidelijkheid. Zo zou de tijd die de schilder in de stad doorbracht te kort zijn om de schetsen te kunnen maken. Het schilderij zelf is in 1834 in Parijs gemaakt met behulp van Franse modellen en spullen die Delacroix uit Tanger en Oran had meegenomen. Mogelijk vormden de turqueries die in de achttiende eeuw in de mode waren, zoals te zien in het werk van Liotard, een bron van inspiratie. 
De Franse verovering van Algerije in 1830 had een golf van oriëntalisme in de Franse kunst en literatuur teweeggebracht. Het publiek was gefascineerd door de mysterieuze en exotische cultuur van Noord-Afrika en kunstenaars zoals Delacroix probeerden deze fascinatie te bevredigen met hun schilderijen. De vrouwen van Algiers in hun vertrek past goed binnen deze oriëntalistische trend, waarin de oosterse vrouw wordt afgebeeld als een sensueel en mysterieus wezen in een weelderige omgeving. Hoewel het schilderij gebaseerd is op Delacroix' eigen observaties, had hij te weinig kennis van de sociale gebruiken om het eindresultaat te vrijwaren van de westerse fantasie en projectie.

## Ontvangst
Het schilderij werd in 1834 tentoongesteld in de Salon van Parijs en werd geprezen om zijn kleurgebruik en compositie, maar ook bekritiseerd om zijn vermeende lelijkheid en gebrek aan realisme. Critici merkten op dat de voorstelling van de vrouwen te Europees was en niet overeenkwam met de werkelijke sociale gewoonten van harems in de Algerijnse elitecultuur. Ondanks deze kritiek kocht koning Lodewijk Filips het schilderij in 1834 en schonk het aan het Musée du Luxembourg. In 1874 werd het schilderij verplaatst naar het Louvre.
Het schilderij heeft vele kunstenaars geïnspireerd, waaronder Van Gogh, Cézanne en Picasso, die er een serie van 15 schilderijen op baseerde. Het werk wordt gezien als een belangrijk voorbeeld van oriëntalisme en heeft bijgedragen aan de beeldvorming van de oosterse vrouw in de westerse kunst.

## Tweede versie
Het tweede schilderij werd gemaakt tussen 1847 en 1849. De compositie van de figuren is vergelijkbaar, maar de vrouwen worden nu afgebeeld als kleinere figuren, meer op de achtergrond. Het vertrek is aanmerkelijk soberder weergegeven. De gouden en rode tinten overheersen en creëren een wazige, dromerige atmosfeer. In plaats van de scène te verlaten, tilt de zwarte bediende het gordijn op om de zittende vrouwen aan de toeschouwer te onthullen. De vrouw links heeft een lager decolleté en ze staart nu naar de toeschouwer met een warme, uitnodigende blik. De invloed van de tijd heeft de scène veranderd in een afbeelding van pure nostalgie die de Algerijnse vrouwen in grotere mate objectiveert en erotiseert dan de originele versie uit 1834. Het schilderij werd tentoongesteld op de Salon van 1849 in het Tuilerieënpaleis. Alfred Bruyas kocht het schilderij een jaar later en schonk het in 1868 aan het Musée Fabre.

## Afbeeldingen

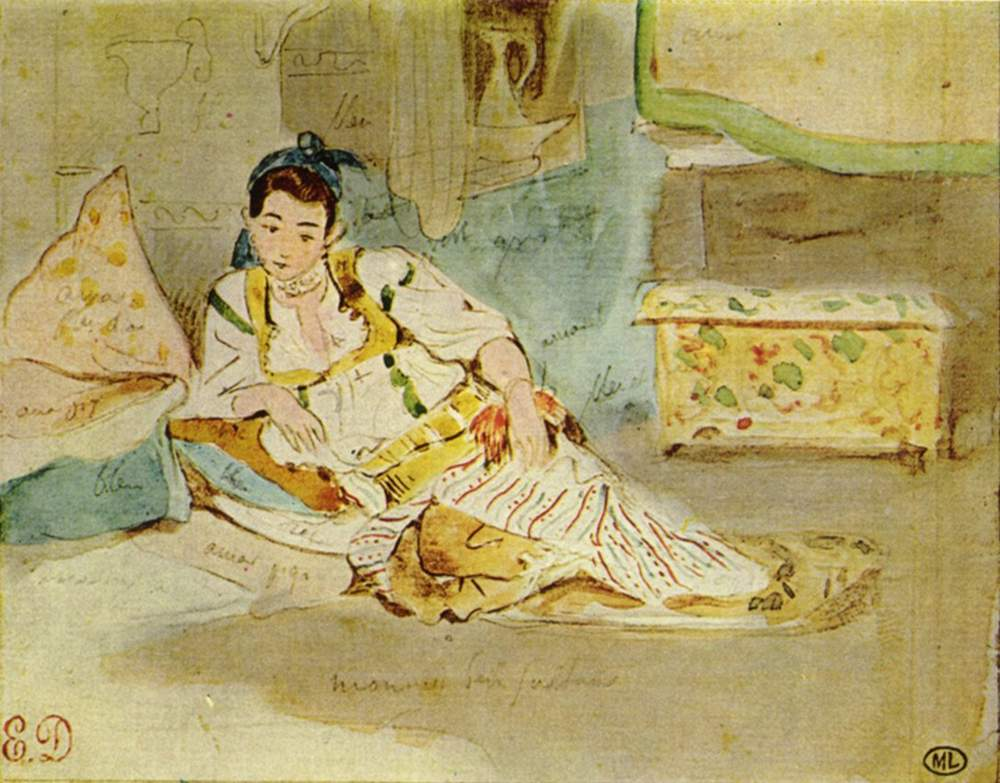
Voorbereidende schets
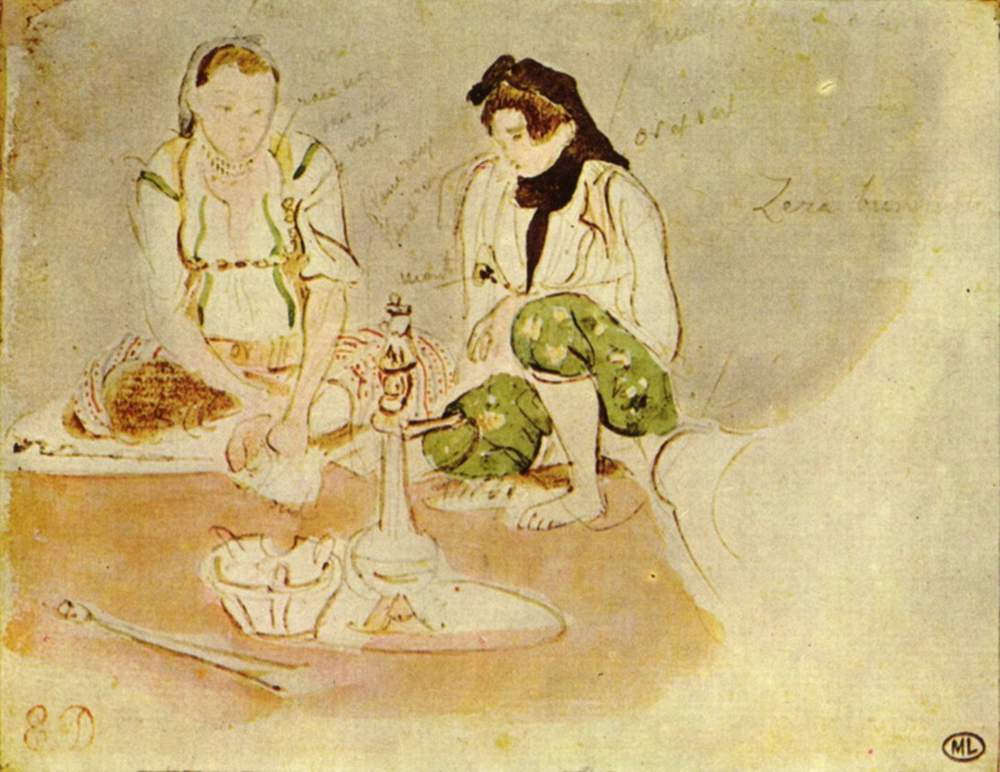
Voorbereidende schets